# Ya Kid K
Ya Kid K ou Manuela Kamosi, née le 26 janvier 1972 à Kinshasa, est une artiste hip hop congolaise et belge. Elle est surtout connue comme chanteuse du groupe belge de dance Technotronic.

## Biographie
Manuela Barbara Kamosi Moaso Djogi est née le 26 janvier 1972 au Zaïre, maintenant République Démocratique du Congo d'un père congolais et d'une mère belge. Elle est la sœur aînée de Karoline 'Leki' Kamosi (en). Leurs parents divorcent en 1984,.
À l'âge de 11 ans, Manuela Kamosi déménage en Belgique, puis à Chicago où elle explore le hip-hop et la house music, et ensuite à Dallas, au Texas.

### Carrière musicale
À son retour en Belgique, à Anvers, Ya Kid K participe à la création du label hip hop Fresh Beat Productions, un des premiers groupes de la scène Frithop.
En 1989, le musicien Jo Bogaert l'invite à participer à son projet musical Hi Tek 3. Ils enregistrent ensemble le seul single de Hi Tek 3, Spin That Wheel qui figure sur la bande originale du film Les Tortues Ninja,.
Ils travaillent encore ensemble en 1989 sur le premier single de Technotronic, Pump Up the Jam qui devient, avec plus de 3,5 millions d'exemplaires vendus, le deuxième single belge à ce jour. Ya Kid K écrit les paroles et chante mais est pratiquement exclue du succès : elle n'apparaît ni sur la vidéo ni sur la couverture de l'album, remplacée, pour des raisons de marketing, par le mannequin Felly Killingi, en synchronisation labiale, sans son consentement. Ya Kid K est finalement reconnue lors d'une tournée aux États-Unis et apparaît aussi sur la couverture reconditionnée de l'album,,,. En 2005, la chanson est remixée par le producteur D.O.N.S. et atteint le numéro un sur le British Dance Chart. Elle figure dans la sélection de The Guardian A history of modern music: Dance en 2011. Et en 2020, Slant Magazine la classe au 40e rang de sa liste des 100 meilleures chansons de danse de tous les temps.
Get Up! (Before the Night Is Over) est le deuxième single de Technotronic, extrait de Pump Up the Jam : The Album (en) en 1990. La chanson est écrite et interprétée par Ya Kid K. Le single connaît un grand succès dans de nombreux pays. Il est parmi les 10 meilleurs succès en Australie, au Canada et aux États-Unis, en tête du classement en Belgique, en Finlande, en Espagne et en Suisse et dans le top 3 britannique,,.
Parmi les albums suivants, on trouve : Trip on This avec Spin That Wheel par David Morales, un tube de Hi Tek 3, Body to Body avec Move that Body,,.
En 1991, elle participe à la bande originale de Teenage Mutant Ninja Turtles II: The Secret of the Ooze: The Original Motion Picture Soundtrack (en), interprétant Awesome (You Are My Hero).
En 1992, elle publie son propre album, One World Nation, avec de nombreux styles musicaux et vocaux différents. La chanson Move This (en) de cet album est utilisée dans une vaste campagne pour les cosmétiques Revlon,,.
En 1993, deux versions de Rockin 'over the Beat de Ya Kid K paraissent sur Teenage Mutant Ninja Turtles III: Original Motion Picture Soundtrack (en).
À cette époque, elle épouse MC Eric (en), un autre musicien de Technotronic quitte le groupe et a un enfant.
En 1995, Technotronic publie l'album Recall avec Ya Kid K comme chanteuse. En 1996, elle publie le single Rock My World et, en juin 2000 participe au single The Mariachi de Technotronic,.
En 2002, elle publie Take a Trip sur Semini Records et, en 2005, participe au single Public Warning de Lady Sovereign puis sort le single Come Love en 2011 avec Baronic Arts.
En 2014, elle publie quelques nouveaux morceaux et un album intitulé Stalled Constructions.
En 2017, elle enregistre un rap en français, Devancer de Tyree Drums

## Discographie

### Albums
- 1989 : Pump Up The Jam (Technotronic)
- 1990 : Trip On This (Technotronic)
- 1992 : One World Nation
- 1995 : Recall (Technotronic)
- 2014 : Stalled Constructions

### Singles
- 1989 : Pump Up The Jam (Technotronic feat Felly)
- 1990 : Spin That Wheel (Hi Tek 3 feat. Ya Kid K)
- 1990 : Get up (Technotronic feat. Ya Kid K)
- 1990 : Rockin’ Over The Beat (Technotronic feat Ya Kid K)
- 1991 : Awesome
- 1992 : Move This (Technotronic feat. Ya Kid K)
- 1992 : That Man
- 1992 : Let This Housebeat Drop
- 1993 : Hey Yoh Here We Go (Technotronic feat Ya Kid K)
- 1994 : One + One (Technotronic feat Ya Kid K)
- 1995 : Move It To The Rhythm (Technotronic feat Ya Kid K)
- 1995 : Recall (Technotronic Feat Ya Kid K)
- 1995 : I Want You By My Side (Technotronic feat Ya Kid K & Black Diamond)
- 1995 : Shake That Body (Robi Robs Clubworld & Ya Kid K)
- 1995 : Make That Money (Robi Rob's Clubworld featuring Ya Kid K)
- 1996 : Everybody Dance (C&C Music Factory Feat Ya Kid K)
- 1998 : Rock My World
- 2000 : Take Me Back (Unreleased)
- 2001 : Take A Trip
- 2001 : Mary Go Round (DAAU feat Ya Kid K)
- 2001 : Teveel MC’s (ABN feat Ya Kid K)
- 2004 : Love Dem Man (Unreleased)
- 2005 : Ready (Skeemz feat Ya Kid K)
- 2006 : Shady (Skeemz feat Ya Kid K)
- 2008 : Citizen Of The Planet (Syndicate of L.A.W. feat Ya Kid K)
- 2008 : Jump On It (Syndicate Of L.A.W. feat Ya Kid K)
- 2010 : Ouh Ouh (Syndicate Of L.A.W. feat Ya Kid K)
- 2011 : Do U C Me Standing
- 2011 : Tell Me
- 2011 : Comes Love (BARONIC ARTS feat Ya Kid K)
- 2014 : Moja Mbili Tatu (Maviic feat Ya Kid K)